# Sheyenne
Sheyenne è un centro abitato (city) degli Stati Uniti d'America, situato nella Contea di Eddy nello Stato del Dakota del Nord. Nel censimento del 2000 la popolazione era di 318 abitanti. La città è stata fondata nel 1883.

## Geografia fisica
Secondo i rilevamenti dell'United States Census Bureau, la località di Sheyenne si estende su una superficie di 0,40 km², tutti occupati da terre.

## Popolazione
Secondo il censimento del 2000, a Sheyenne vivevano 318 persone, ed erano presenti 85 gruppi familiari. La densità di popolazione era di 788 ab./km². Nel territorio comunale si trovavano 187 unità edificate. Per quanto riguarda la composizione etnica degli abitanti, l'83,96% era bianco, il 12,6% era nativo e il 3,77% apparteneva a due o più razze.
Per quanto riguarda la suddivisione della popolazione in fasce d'età, il 23,9% era al di sotto dei 18, il 7,2% fra i 18 e i 24, il 19,2% fra i 25 e i 44, il 25,5% fra i 45 e i 64, mentre infine il 24,2% era al di sopra dei 65 anni di età. L'età media della popolazione era di 45 anni. Per ogni 100 donne residenti vivevano 80,7 maschi.